# Чемпіонат світу з лижних видів спорту 2021
42-ий Чемпіонат світу з лижних видів спорту проходив з  24 лютого по 7 березня 2021 року в Оберстдорфі, Німеччина. Оберстдорф приймав чемпіонат світу втретє, два попередні рази в  1987 та 2005.

## Відсторонення Росії через допінг
9 грудня 2019 року Всесвітнє антидопінгове агентство (WADA) відсторонило Росію від міжнародного спорту на чотири роки після того, як виявилося, що владні органи Росії у січні 2019 року відкоригували лабораторні дані перед тим, як подати їх  у  WADA, що було передумовою відновлення прав Російського антидопінгового агентства. Як наслідок, WADA планує дозволити окремим російським спортсменам взяти участь у світових чемпіонатах  2021–2022 років та Зимовій олімпіаді 2022 року під нейтральним прапором як це було на Зимовій олімпіаді 2018 року, але їм не буде дозволено змагатися в командних видах спорту. Назву нейтрального прапора планувалося визначити пізніше;  відзначалося, що допущеним спортсменам не буде дозволено виступати як представникам окремої країни. Пізніше Росія подала апеляцію в Спортивний арбітраж. Арбітражний суд  17 грудня 2020  року постановив зменшити покарання. Замість відсторонення Росії від змагань, судова постанова дозволила Росії брати участь в Олімпіаді та інших міжнародних змаганнях, але упродовж двох років команди не мають права використовувати назву Росія, російський прапор та гімн й повинні називатися нейтральними спортсменами чи нейтральною командою. Дозволено використовувати назву Росія на формі й кольори російського прапора у її дизайні.

## Медальний підсумок

### Таблиця медалей
*   Країна-господарка ( Німеччина)
| Місце               | Країна                                  | Золото | Срібло | Бронза | Загалом |
| ------------------- | --------------------------------------- | ------ | ------ | ------ | ------- |
| 1                   | Норвегія                                | 13     | 11     | 7      | 31      |
| 2                   | Австрія                                 | 4      | 1      | 2      | 7       |
| 3                   | Швеція                                  | 2      | 2      | 3      | 7       |
| 4                   | Німеччина*                              | 2      | 2      | 2      | 6       |
| 5                   | Російська федерація лижних видів спорту | 1      | 3      | 1      | 5       |
| 6                   | Словенія                                | 1      | 1      | 4      | 6       |
| 7                   | Польща                                  | 1      | 0      | 1      | 2       |
| 8                   | Фінляндія                               | 0      | 2      | 1      | 3       |
| 9                   | Японія                                  | 0      | 1      | 2      | 3       |
| 10                  | Швейцарія                               | 0      | 1      | 0      | 1       |
| 11                  | Франція                                 | 0      | 0      | 1      | 1       |
| Загалом (11 збірна) | Загалом (11 збірна)                     | 24     | 24     | 24     | 72      |

### Лижні перегони

#### Чоловіки
| Дисципліна                      | Золото                                                                          | Золото    | Срібло | Срібло    | Бронза                                                                   | Бронза    |
| ------------------------------- | ------------------------------------------------------------------------------- | --------- | --- | --------- | ------------------------------------------------------------------------ | --------- |
| Спринт класичним стилем         | Йоганнес Гесфлот Клебо Норвегія                                                 | 3:01.30   | Ерік Вальнес Норвегія                                                                                      | 3:01.96   | Говар Сулос Таугбель Норвегія                                            | 3:02.10   |
| Скіатлон 30 км                  | Олександр Большунов Російська федерація лижних видів спорту                     | 1:11:33.9 | Сімен Гегстад Крюгер Норвегія                                                                              | 1:11:35.0 | Ганс Крістер Голунд Норвегія                                             | 1:11:35.6 |
| Командний спринт вільним стилем | Норвегія Ерік Вальнес Йоганнес Гесфлот Клебо                                    | 15:01.74  | Фінляндія Рістоматті Хакола Йоні Мякі                                                                      | 15:03.42  | Російська федерація лижних видів спорту Олександр Большунов Гліб Ретивих | 15:03.83  |
| 15 км вільним стилем            | Ганс Крістер Голунд Норвегія                                                    | 33:48.7   | Сімен Гегстад Крюгер Норвегія                                                                              | 34:08.9   | Гаральд Естберг Амундсен Норвегія                                        | 34:24.3   |
| Естафета 4×10 км                | Норвегія Поль Гольберг Еміль Іверсен Ганс Крістер Голунд Йоганнес Гесфлот Клебо | 1:52:39.0 | Російська федерація лижних видів спорту Олексій Червоткін Іван Якимушкін Артем Мальцев Олександр Большунов | 1:52:51.0 | Франція Юго Лапалюс Моріс Маніфіка Клеман Парісс Жуль Лап'єрр            | 1:53:51.6 |
| 50 км класичним стилем          | Еміль Іверсен Норвегія                                                          | 2:10:52.9 | Олександр Большунов Російська федерація лижних видів спорту                                                | 2:10:53.6 | Сімен Гегстад Крюгер Норвегія                                            | 2:11:01.1 |

#### Жінки
| Дисципліна                      | Золото                                                                       | Золото    | Срібло                                                                                            | Срібло    | Бронза                                                                          | Бронза    |
| ------------------------------- | ---------------------------------------------------------------------------- | --------- | ------------------------------------------------------------------------------------------------- | --------- | ------------------------------------------------------------------------------- | --------- |
| Спринт класичним стилем         | Йонна Сундлінг Швеція                                                        | 2:36.76   | Майкен Касперсен Фалла Норвегія                                                                   | 2:39.08   | Анамарія Лампич Словенія                                                        | 2:39.11   |
| Скіатлон 15 км                  | Терезе Йогауг Норвегія                                                       | 38:35.5   | Фріда Карлссон Швеція                                                                             | 39:05.5   | Ебба Андерссон Швеція                                                           | 39.05.7   |
| Командний спринт вільним стилем | Швеція Мая Дальквіст Йонна Сундлінг                                          | 16:27.94  | Швейцарія Лаурін ван дер Графф Надін Фендріх                                                      | 16:28.89  | Словенія Ева Уревц Анамарія Лампич                                              | 16:31.40  |
| 10 км вільним стилем            | Терезе Йогауг Норвегія                                                       | 23:09.8   | Фріда Карлссон Швеція                                                                             | 24:04.0   | Ебба Андерссон Швеція                                                           | 24:16.7   |
| Естафета 4×5 км                 | Норвегія Тіріль Уднес Венг Гейді Венг Терезе Йогауг Гелене Маріє Фоссесгольм | 53:43.2   | Російська федерація лижних видів спорту Яна Кирпиченко Юлія Ступак Тетяна Соріна Наталія Непряєва | 54:09.8   | Фінляндія Ясмі Йоенсуу Йоганна Матінтало Рійтта-Лійса Ропонен Кріста Пярмякоскі | 54:29.4   |
| 30 км класичним стилем          | Терезе Йогауг Норвегія                                                       | 1:24:56.3 | Гейді Венг Норвегія                                                                               | 1:27:30.5 | Фріда Карлссон Швеція                                                           | 1:27:31.1 |

### Лижне двоборство

#### Чоловіки
| Дисципліна                                       | Золото                                                                   | Золото  | Срібло                                                           | Срібло  | Бронза                                                                | Бронза  |
| ------------------------------------------------ | ------------------------------------------------------------------------ | ------- | ---------------------------------------------------------------- | ------- | --------------------------------------------------------------------- | ------- |
| Особисті: великий трамплін/10 км                 | Йоганнес Лампартер Австрія                                               | 23:11.1 | Ярл Магнус Рібер Норвегія                                        | 23:48.2 | Акіто Ватабе Японія                                                   | 23:56.9 |
| Командні: нормальний трамплін/4×5 км             | Норвегія Еспен Б'єрнстад Єрген Гробак Єнс Лурос Офтебру Ярл Магнус Рібер | 43:57.7 | Німеччина Теренс Вебер Фабіан Рісле Ерік Френцель Фінценц Гайгер | 44:40.4 | Австрія Йоганнес Лампартер Лукас Клапфер Маріо Зайдль Лукас Грайдерер | 44:46.8 |
| Особисті: нормальний трамплін/10 км              | Ярл Магнус Рібер Норвегія                                                | 23:01.2 | Ілкка Герола Фінляндія                                           | 23:01.6 | Єнс Лурос Офтебру Норвегія                                            | 23:02.1 |
| Командний спринт: нормальний трамплін/2 × 7,5 км | Австрія Йоганнес Лампартер Лукас Грайдерер                               | 29:29.7 | Норвегія Еспен Андерсен Ярл Магнус Рібер                         | 30:09.3 | Німеччина Фабіан Рісле Ерік Френцель                                  | 30:37.1 |

#### Жінки
| Дисципліна                         | Золото                        | Золото  | Срібло                    | Срібло  | Бронза                     | Бронза  |
| ---------------------------------- | ----------------------------- | ------- | ------------------------- | ------- | -------------------------- | ------- |
| Особисті: нормальний трамплін/5 км | Гюда Вестволл Гансен Норвегія | 13:10.4 | Марі Лейнан Лунн Норвегія | 13:24.2 | Марте Лейнан Лунн Норвегія | 13:39.2 |

### Стрибки з трампліна

#### Чоловіки
| Дисципліна                                 | Золото                                                             | Золото | Срібло                                                       | Срібло | Бронза                                                        | Бронза |
| ------------------------------------------ | ------------------------------------------------------------------ | ------ | ------------------------------------------------------------ | ------ | ------------------------------------------------------------- | ------ |
| Особисті змагання на нормальному трампліні | Пйотр Жила Польща                                                  | 268.8  | Карл Гайгер Німеччина                                        | 265.2  | Анже Ланішек Словенія                                         | 261.5  |
| Особисті змагання на великому трампліні    | Штефан Крафт Австрія                                               | 276.5  | Роберт Юганссон Норвегія                                     | 272.1  | Карл Гайгер Німеччина                                         | 267.4  |
| Командні змагання на великому трампліні    | Німеччина Піус Пашке Зеверін Фройнд Маркус Айзенбіхлер Карл Гайгер | 1046.6 | Австрія Філіпп Ашенвальд Ян Герль Даніель Губер Штефан Крафт | 1035.5 | Польща Пйотр Жила Анджей Стенкала Каміль Стох Давід Кубацький | 1031.2 |

#### Жінки
| Дисципліна                                 | Золото                                                                | Золото | Срібло                                                      | Срібло | Бронза                                                                | Бронза |
| ------------------------------------------ | --------------------------------------------------------------------- | ------ | ----------------------------------------------------------- | ------ | --------------------------------------------------------------------- | ------ |
| Особисті змагання на нормальному трампліні | Ема Клінець Словенія                                                  | 279.6  | Марен Лундбю Норвегія                                       | 276.5  | Сара Таканасі Японія                                                  | 276.3  |
| Особисті змагання на великому трампліні    | Марен Лундбю Норвегія                                                 | 296.6  | Сара Таканасі Японія                                        | 287.9  | Ніка Кріжнар Словенія                                                 | 287.1  |
| Командні змагання на нормальному трампліні | Австрія Даніела Ірашко-Штольц Зофі Зоршаг К'яра Гельцль Маріта Крамер | 959.3  | Словенія Ніка Кріжнар Шпела Рогель Урша Богатай Ема Клінець | 957.9  | Норвегія Сільє Опсет Анна Удіне Стрем Теа Міньян Б'єрсет Марен Лундбю | 942.1  |

#### Змішані
| Дисципліна                           | Золото                                                                   | Золото | Срібло                                                                   | Срібло | Бронза                                                                  | Бронза |
| ------------------------------------ | ------------------------------------------------------------------------ | ------ | ------------------------------------------------------------------------ | ------ | ----------------------------------------------------------------------- | ------ |
| Змішані команди, нормальний трамплін | Німеччина Катаріна Альтгаус Маркус Айзенбіхлер Анна Руппрехт Карл Гайгер | 1000.8 | Норвегія Сільє Опсет Роберт Юганссон Марен Лундбю Гальвор Егнер Гранеруд | 995.6  | Австрія Маріта Крамер Міхаель Гайбек Даніела Ірашко-Штольц Штефан Крафт | 986.5  |